# Jean-Ernest Aubert
Pour les articles homonymes, voir Aubert.
Jean-Ernest Aubert (ou Ernest-Jean Aubert), né le 11 mai 1824 à Paris et mort dans la même ville le 2 juin 1906, est un peintre et graveur français.

## Biographie
Élève de l’École des Beaux-Arts de Paris dans l'atelier de Paul Delaroche et d'Achille-Louis Martinet, Jean-Ernest Aubert obtient le grand prix de Rome de gravure en 1844.
Il commence par exécuter un grand nombre de lithographies d'après Jobbé-Duval, Rosa Bonheur, Jean-Louis Hamon et Ferdinand Heilbuth, puis, à partir de 1851, se consacre exclusivement à la peinture, puisant la plupart de ses thèmes dans la mythologie galante du XVIIIe siècle.

## Œuvres
- Vanité (1851), musée des beaux-arts de Dijon
- La Jeunesse (1869), Aberdeen Art Gallery & Museums
- Martyrs sous Dioclétien
- Miroir aux alouettes
- Diorama de l’Amour (1886)
- Le dompteur d’amours
- L’Amour en vacances

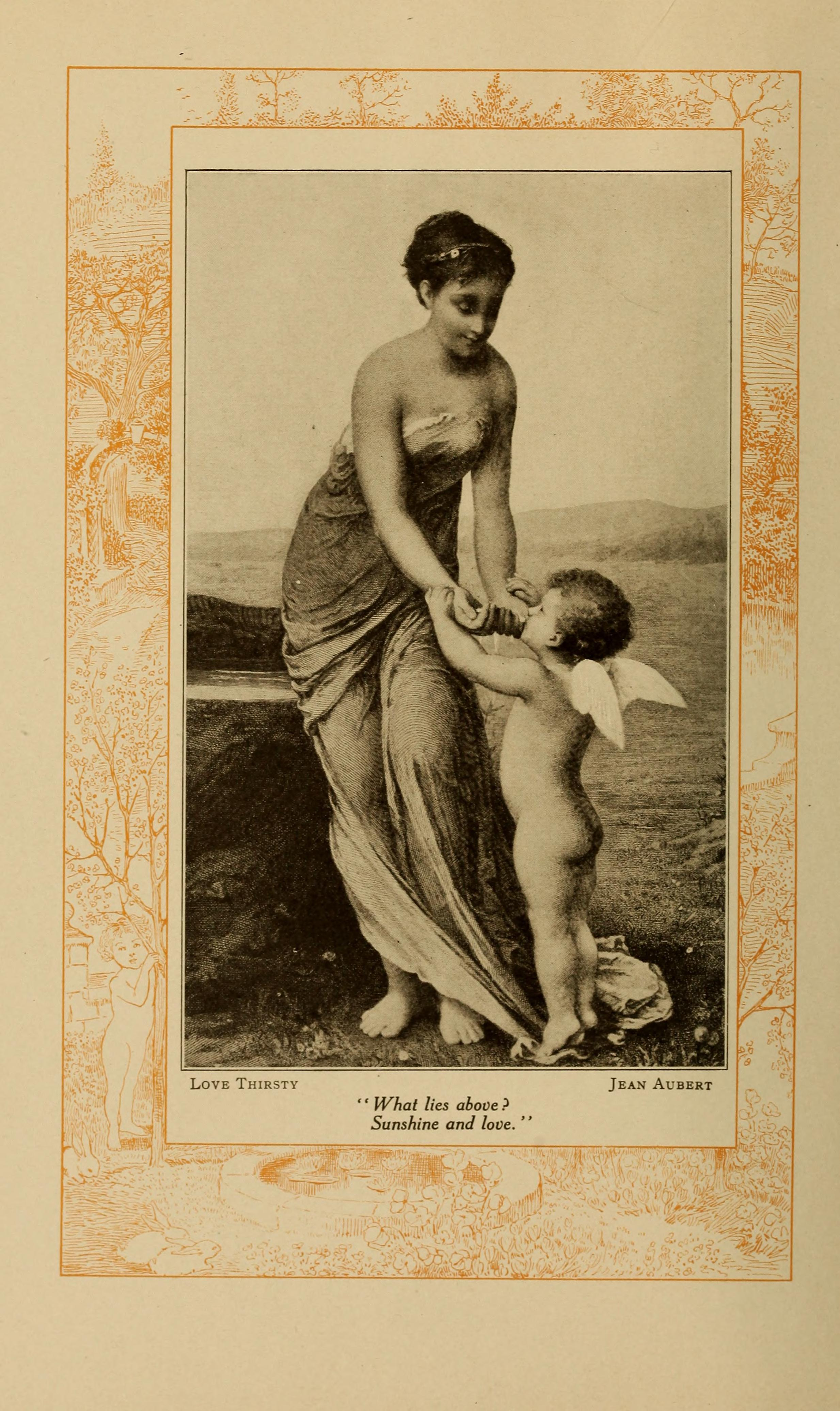
Illustration pour  Love poems from the works of Robert Browning and Elizabeth Barrett Browning (publié en 1909).
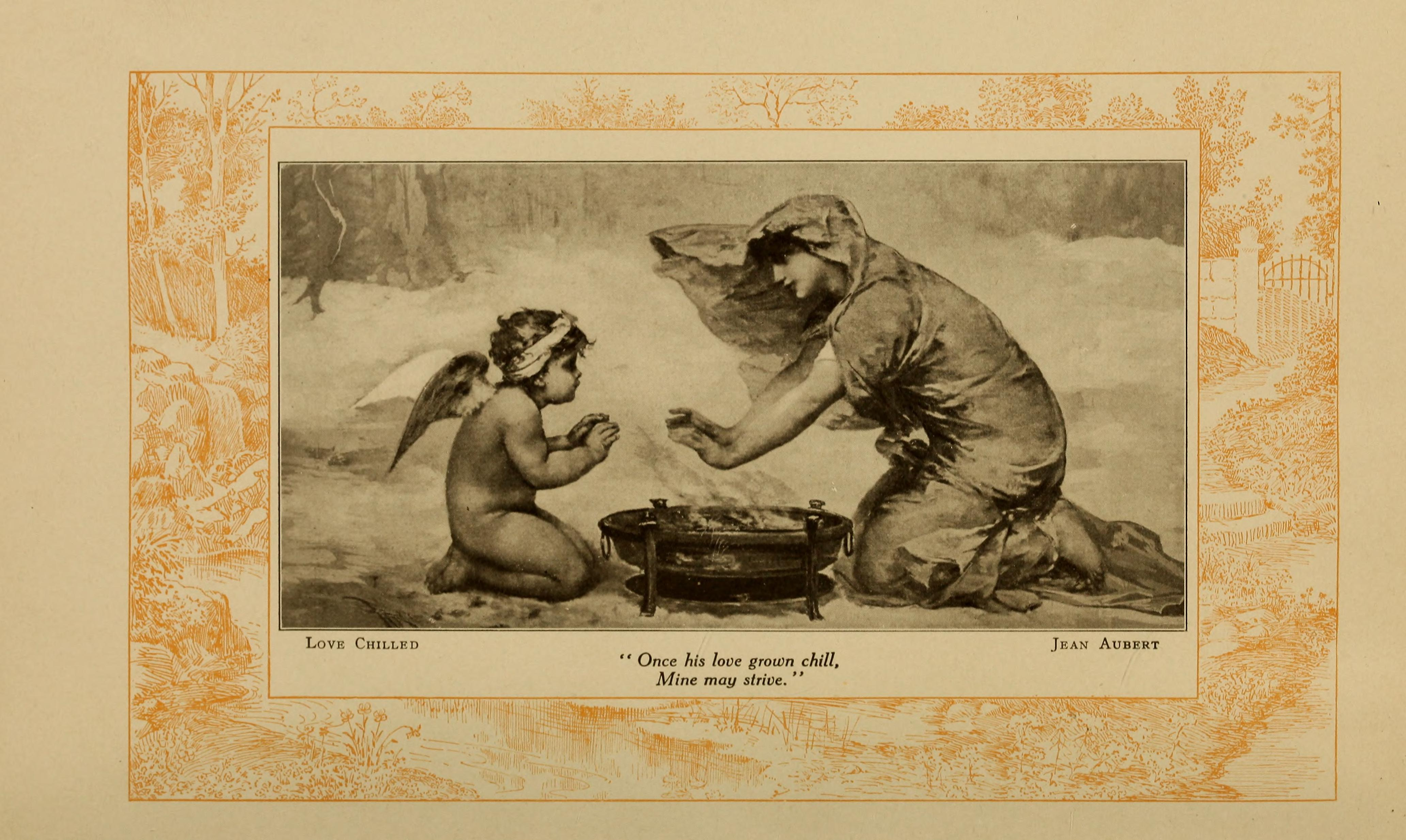
Illustration pour  Love poems from the works of Robert Browning and Elizabeth Barrett Browning (publié en 1909).
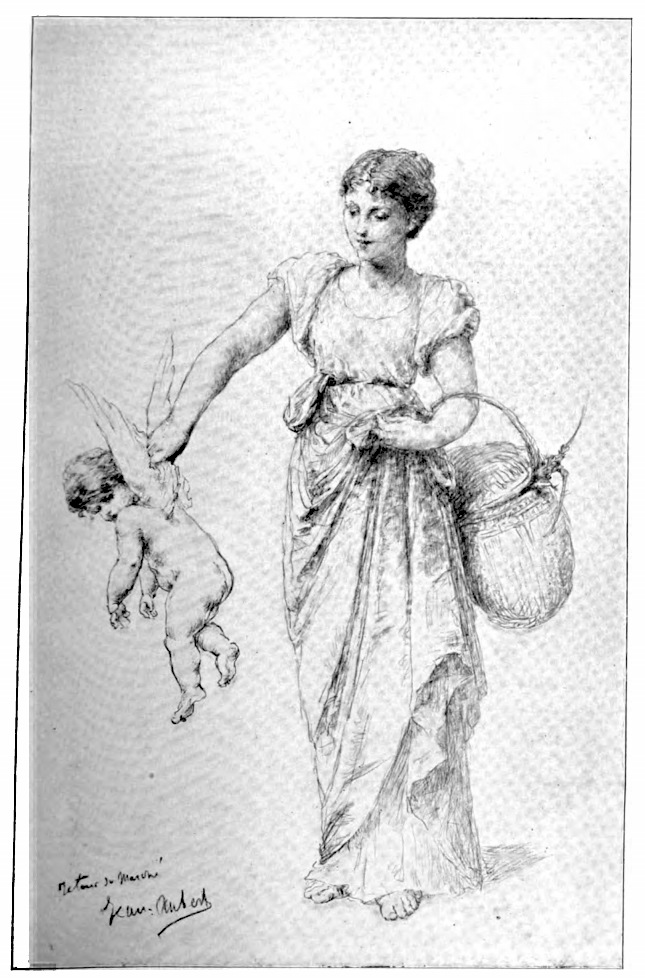
Retour de marché (avant 1904).